# Josip Šolc
Josip Šolc, po niemiecku Josip Scholtz (ur. 30 stycznia 1898 w Zagrzebiu, zm. 24 września 1945 w Belgradzie) – jugosłowiański futbolista, a następnie wojskowy (pułkownik), chorwacki wojskowy (generał), dowódca 2 Pułku Piechoty, Pułku „Ante Pavelić”, I Brygady Górskiej, komendant garnizonu Zagrzebia, a następnie dowódca 1 Dywizji Szturmowej podczas II wojny światowej

## Życiorys
Od 1917 był piłkarzem. Występował w zespole HŠK Concordia Zagrzeb. W 1920 w Antwerpii brał udział w letnich igrzyskach olimpijskich w jugosłowiańskiej drużynie futbolowej jako napastnik. Zagrał w przegranym meczu z Egiptem. Jego kariera piłkarska trwała do 1928. Następnie wstąpił do armii, zostając zawodowym wojskowym. Ukończył szkołę wojskową w Wiener Neustadt, a następnie Sremskiej Kamenicy. Doszedł do stopnia pułkownika. Po utworzeniu Niepodległego Państwa Chorwackiego w kwietniu 1941, przeszedł do nowo formowanych sił zbrojnych NDH. Początkowo objął dowództwo 2 Pułku Piechoty, a potem Pułku „Ante Pavelić”. Od kwietnia 1942 do sierpnia 1943 dowodził I Brygadą Górską. Następnie pełnił funkcję komendanta garnizonu Zagrzebia. Od listopada 1944 był zastępcą dowódcy 1 Chorwackiej Dywizji Szturmowej. 22 grudnia tego roku został awansowany do stopnia generała. Od marca 1945 był dowódcą 1 Chorwackiej Dywizji Szturmowej. Na początku maja został schwytany przez jugosłowiańskich partyzantów komunistycznych, po czym po procesie został skazany na karę śmierci, wykonaną przez rozstrzelanie.